# Хоенштајн (Унтертаунус)
Хоенштајн (њем. Hohenstein) општина је у њемачкој савезној држави Хесен. Једно је од 17 општинских средишта округа Рајнгау-Таунус. Према процјени из 2010. у општини је живјело 6.185 становника. Посједује регионалну шифру (AGS) 6439006.

## Географски и демографски подаци
Хоенштајн се налази у савезној држави Хесен у округу Рајнгау-Таунус. Општина се налази на надморској висини од 334 метра. Површина општине износи 63,8 km². У самом мјесту је, према процјени из 2010. године, живјело 6.185 становника. Просјечна густина становништва износи 97 становника/km².